# Shokugosen-wakashū
Shokugosen-wakashū (jap.: 続後撰和歌集 auch: 続後撰集 Shokugosenshū, dt. etwa Neue Nachlese) ist eine Waka-Anthologie, die vom bereits abgelösten Tennō Go-Saga (1220–1272) in Auftrag gegeben und 1251 fertiggestellt wurde. Der Kompilator der Anthologie war Fujiwara no Tameie (1198–1275), Sohn des Kompilators Fujiwara no Teika. Die Anthologie umfasst 20 Rollen mit insgesamt 1.368 Waka.